# Ora veselă

Sigla emisunii, aşa cum apare pe site-ul Radio România Actualități.

Ora veselă este o emisiune de divertisment transmisă de Radio România și realizată de Teatrul Național Radiofonic. Prima emisiune a fost transmisă la Radio București pe 9 ianuarie 1929. Deși se numea „Ora Veselă”, emisiunea avea 10 – 15 minute. Primele emisiuni au fost scrise și interpretate de actorul Ion Manu. Prima cronică a fost monologul în versuri Limbă și moravuri.
Numeroși actori au colaborat la această emisiune, dintre care Alexandru Giugaru, Grigore Vasiliu-Birlic, Radu Beligan, Costache Antoniu, Toma Caragiu, Amza Pellea, Octavian Cotescu, Draga Olteanu-Matei, Dem Rădulescu, Tamara Buciuceanu-Botez, Florin Piersic, Vali Voiculescu Pepino, Marius Pepino etc.

## Vezi și
- Ion Vova